# Iolet
Yolet és un municipi francès situat al departament de Cantal i a la regió d'Alvèrnia-Roine-Alps. L'any 2007 tenia 590 habitants.

## Demografia

### Població
El 2007 la població de fet de Yolet era de 590 persones. Hi havia 217 famílies de les quals 49 eren unipersonals (20 homes vivint sols i 29 dones vivint soles), 74 parelles sense fills, 82 parelles amb fills i 12 famílies monoparentals amb fills.
La població ha evolucionat segons el següent gràfic:
Habitants censats

### Habitatges
El 2007 hi havia 290 habitatges, 228 eren l'habitatge principal de la família, 40 eren segones residències i 22 estaven desocupats. 277 eren cases i 12 eren apartaments. Dels 228 habitatges principals, 174 estaven ocupats pels seus propietaris, 47 estaven llogats i ocupats pels llogaters i 7 estaven cedits a títol gratuït; 10 tenien dues cambres, 25 en tenien tres, 72 en tenien quatre i 122 en tenien cinc o més. 195 habitatges disposaven pel capbaix d'una plaça de pàrquing. A 87 habitatges hi havia un automòbil i a 127 n'hi havia dos o més.

### Piràmide de població
La piràmide de població per edats i sexe el 2009 era:
| Homes | Edats   | Dones |
| ----- | ------- | ----- |
| 0     | 95 o +  | 0     |
| 0     | 90 a 94 | 0     |
| 0     | 85 a 89 | 8     |
| 0     | 80 a 84 | 8     |
| 8     | 75 a 79 | 4     |
| 12    | 70 a 74 | 8     |
| 20    | 65 a 69 | 4     |
| 8     | 60 a 64 | 20    |
| 12    | 55 a 59 | 16    |
| 16    | 50 a 54 | 32    |
| 12    | 45 a 49 | 12    |
| 24    | 40 a 44 | 20    |
| 28    | 35 a 39 | 12    |
| 20    | 30 a 34 | 16    |
| 12    | 25 a 29 | 12    |
| 16    | 20 a 24 | 20    |
| 16    | 15 a 19 | 12    |
| 16    | 10 a 14 | 20    |
| 12    | 5 a 9   | 12    |
| 12    | 0 a 4   | 4     |

## Economia
El 2007 la població en edat de treballar era de 377 persones, 293 eren actives i 84 eren inactives. De les 293 persones actives 279 estaven ocupades (149 homes i 130 dones) i 14 estaven aturades (3 homes i 11 dones). De les 84 persones inactives 26 estaven jubilades, 33 estaven estudiant i 25 estaven classificades com a «altres inactius».

### Ingressos
El 2009 a Yolet hi havia 236 unitats fiscals que integraven 583,5 persones, la mediana anual d'ingressos fiscals per persona era de 16.457 €.

### Activitats econòmiques
Dels 12 establiments que hi havia el 2007, 5 eren d'empreses de construcció, 3 d'empreses de comerç i reparació d'automòbils, 1 d'una empresa d'hostatgeria i restauració, 1 d'una empresa de serveis i 2 d'empreses classificades com a «altres activitats de serveis».
Dels 7 establiments de servei als particulars que hi havia el 2009, 1 era un taller de reparació d'automòbils i de material agrícola, 1 paleta, 1 lampisteria, 2 electricistes i 2 perruqueries.
L'any 2000 a Yolet hi havia 14 explotacions agrícoles.

## Equipaments sanitaris i escolars
El 2009 hi havia una escola elemental.

## Poblacions més properes
El següent diagrama mostra les poblacions més properes.